# Жарков, Сергей Викторович (самбист)
Сергей Викторович Жарков (род. 26 августа 1975, Выкса, Горьковская область) — российский самбист и дзюдоист, чемпион России по самбо, чемпион и призёр чемпионатов мира по самбо, обладатель Кубка мира по самбо, Заслуженный мастер спорта России по самбо, мастер спорта России по дзюдо. Почётный гражданин города Выкса. Окончил школу № 12 в городе Выкса, а затем институт имени Лесгафта в Санкт-Петербурге.

## Спортивные результаты
- Чемпионат России по самбо 1995 года — ;
- Чемпионат России по самбо 1996 года — ;
- Чемпионат России по самбо 1997 года — ;
- Чемпионат России по самбо 1998 года — ;